# سرگین حشرات

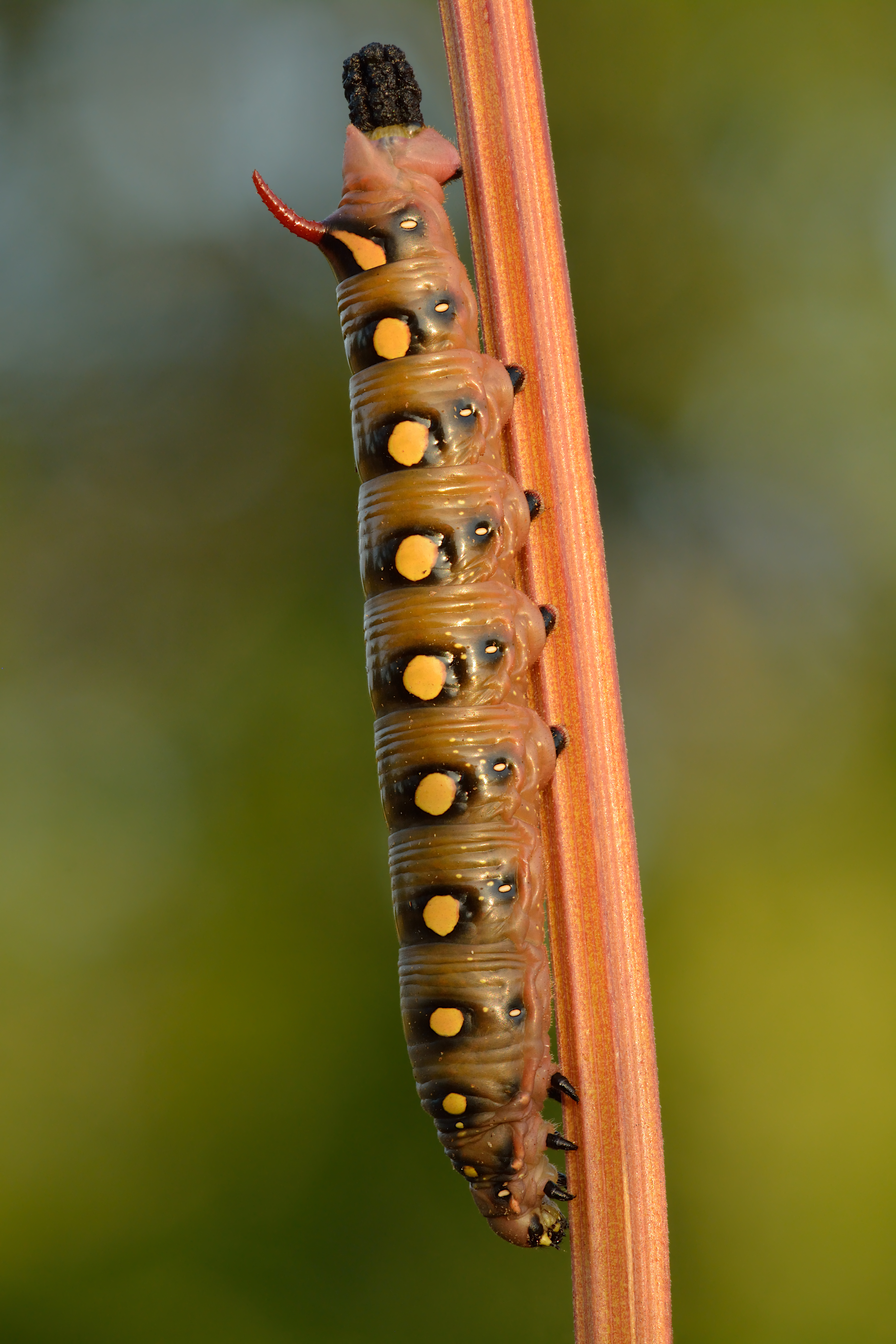
کاترپیلار بازبید تختخوابی که سرگین را پشت سر می‌گذارد

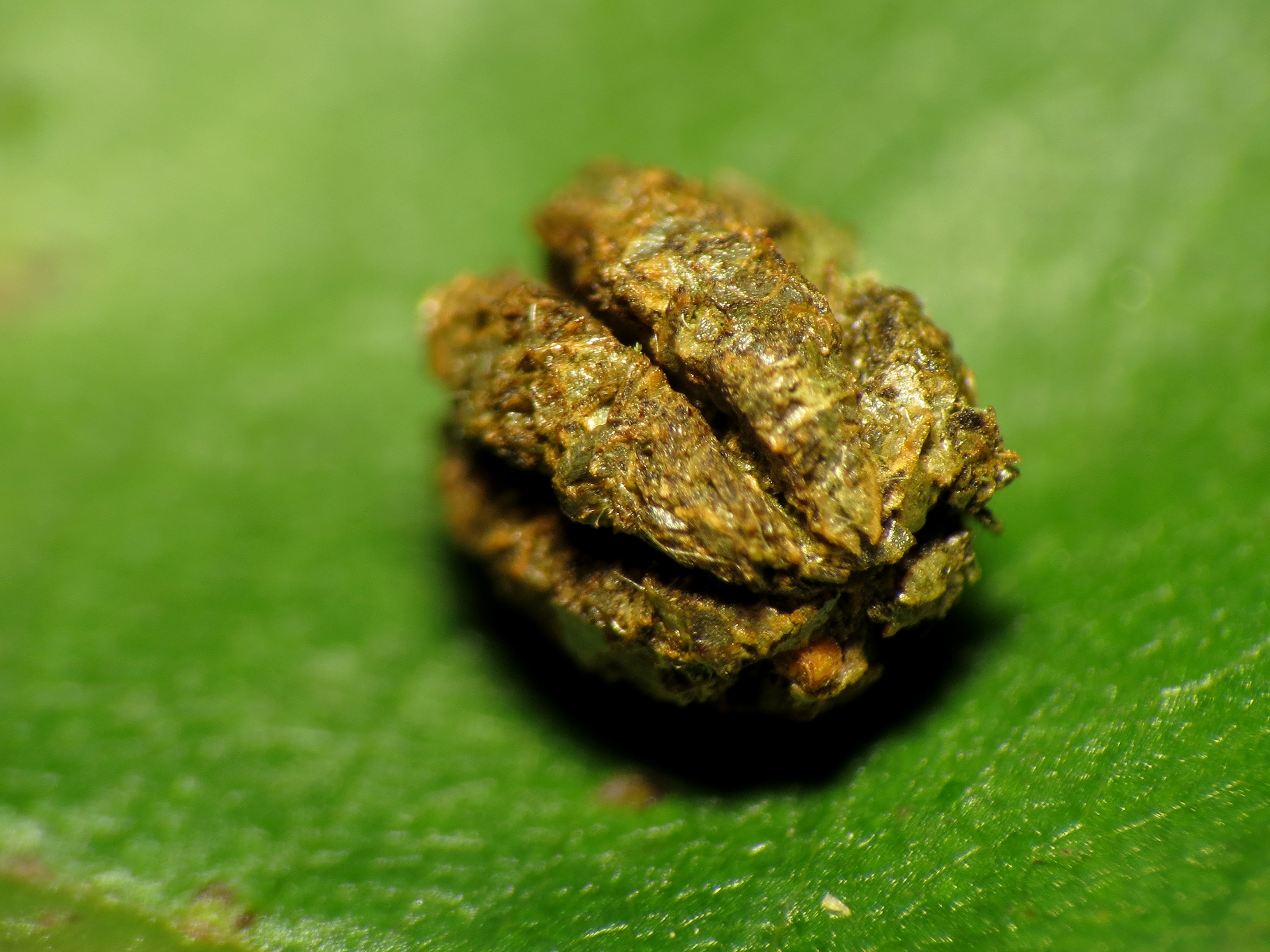
پیکرسازی نمادین یک گلوله سرگین از یک کاترپیلار بزرگ

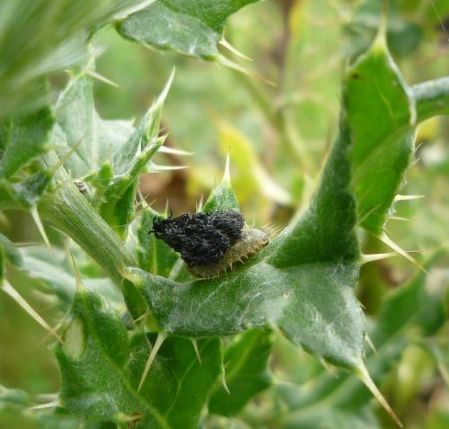
لارو سوسک سبز لاک‌پشتی خارزار که توده‌ای از سرگین خود را به‌عنوان یک سپر دفاعی منفور جابجا می‌کند.

سرگین حشرات (به انگلیسی: Frass)، به‌طور آزاد به مدفوع کم و بیش جامد حشرات و سایر مواد مرتبط دیگر اشاره دارد.